# Wolfgang Van Halen
Wolfgang William Van Halen známý jako Wolfgang Van Halen (* 16. března 1991 Santa Monica, Kalifornie) je americký rockový hudebník, především známý z kapel Van Halen, Tremonti a vlastního projektu Mammoth WVH. Je synem známého kytaristy Eddieho Van Halena a herečky Valerie Bartinelli, a synovcem bubeníka Alexe Van Halena.

## Život
Wolfgang začal hrát na bicí, když mu bylo 9 let. Často sledoval svého otce a strýce, jak zkouší a občas se pokoušel hrát na bicí soupravu svého strýce, který mu dal několik lekcí. Wolfgang je z většiny samouk s několika lekcemi od svého strýce a své první bicí dostal od svého otce jako dárek k desátým narozeninám. Po nějaké době přešel na kytaru a baskytaru. Umí také hrát na klávesy a „vykládat věci podle sluchu“. Wolfgang se později začal aktivně spojovat s Van Halen. Hostoval také během některých termínech turné Van Halen v roce 2004, objevil se během prodlouženého kytarového sólového spotu svého otce a hrál s ním instrumentálku „316“ ( z alba For Unlawful Carnal Knowledge), která odkazuje k jeho narozeninám.

## Kariéra

### Van Halen (2006–2020)
Na konci roku 2006 Eddie Van Halen potvrdil, že jeho syn Wolfgang nahradí dlouholetého baskytaristu Michaela Anthonyho. Wolfgang začal vystupovat s Van Halen v roce 2007 a v roce 2010 oznámili, že vydají nové album.
7. února 2012 Van Halen vydali album A Different Kind of Truth a jedná se o jediné album, kde vystupuje Wolfgang.
V březnu 2015 Van Halen oznámili 3 měsíční severoamerické turné. Po turné Eddie prozradil, že skupina se schová do studia k nahrání nového alba. Skupina spolupracovala s Chrisem Cornellem na psaní písní, ale to skončilo, když Cornell zemřel.
Dlouho s Van Halen se nic nedělo a v září 2019 David Lee Roth při svém sólovém turné vyjádřil nejistou budoucnost kapely a prohlásil „Myslím, že Van Halen skončil.“
Wolfgang oznámil, že jeho otec zemřel 6. října 2020 na rakovinu. V listopadu 2020 v rozhovoru Wolfgang Van Halen potvrdil konec Van Halen a prohlásil: "Nemůžete mít Van Halen bez Eddieho Van Halena." Také potvrdil, že skupina zvažovala shledání turné s Hagarem, Anthonym a Cheronem ve směsi před Eddieho nemocí. Také uvedl, že jeho otec byl nadšený ze shledání s Anthonym, Hagarem a Cheronem. V srpnu 2023 Wolfgang potvrdil, že neexistují žádné plány na shledání Van Halen a uvedl, že skupina „už neexistuje“.

### Tremonti (2012–2016)
V září 2012 Wolfgang se stal hostujícím členem na turné skupiny Tremonti kapely kytaristy Marka Tremontiho (Alter Bridge, Creed), kde hrál na baskytaru. V roce 2013 se stal oficiálním členem. 4. června 2015 nahrál s kapelou Tremonti druhé album Cauterize, kde Wolfgang se podílel na aranžmá. 29. dubna 2016 nahrál s kapelou třetí album Dust, kde se znovu podílel na aranžmá.

### Mammoth WVH (2021–dosud)
Wolfgang po konci Van Halen vydal v červnu 2021 stejnojmenné debutové album pod kapelou Mammoth WVH. Album předvedlo jeho talent jako skladatele a hudebníka, protože Wolfgang napsal a nahrál celé album úplně sám. Album se ukázalo jako obrovský úspěch v žebříčku Billboard 200 se umístilo na 12. místě. Wolfgang tentokrát hraje ve skupině na kytaru jako jeho otec. Do skupiny se později připojili kytaristi Frank Sidoris a Jonathan Jourdan, basista Ronnie Ficarro a bubeník Garrett Whitlock.
Mammoth WVH byl nominován na cenu Grammy 2022 v kategorii Nejlepší rocková píseň se songem „Distance“. Píseň Wolfgang napsal, když se jeho otec potýkal s komplikacemi rakoviny. "Táta plakal, když to poprvé slyšel. Byl to opravdu výjimečný okamžik, na který nikdy nezapomenu." 

## Osobní život
Je pojmenován na poctu klasickému skladateli Wolfgangu Amadeovi Mozartovi.
Wolfgang uvedl, že nevěděl, že jeho otec byl slavný hudebník, dokud „nezačal sbírat CD a neviděl na nich otcovu fotku“.
Wolfgang se v říjnu 2023 oženil se svou dlouholetou přítelkyní Andraiou Allsop.

## Diskografie

#### Van Halen
- A Different Kind of Truth (2012)

#### Tremonti
- Cauterize (2015)
- Dust (2016)

#### Mammoth WVH
- Mammoth WVH (2021)
- Mammoth II (2023)